# Modermærket
Modermærket er en dansk stum dramafilm fra 1910 produceret af Nordisk Filmskompagni og instrueret af Holger Rasmussen.

## Handling
Et yngre ægtepar står ved deres lille barns dødsleje. Barnet udånder, og særlig kvinden er ude af sig selv af sorg. For at adsprede hustruen, arrangerer manden en længere gåtur på landet for at adsprede hustruen. De kommer forbi en hytte med en fattig kone, der har to børn på 10-12 år, og også en dreng på 3 år. Hustruen bliver betaget af den lille dreng og hun får overtalt manden til at adoptere drengen. De betaler den gamle kone en god sum penge og drager lykkelig af med drengen. Kvinden konstaterer, at drengen har et stort modermærke og tager dette som et godt varsel.
Den lille dreng, der får navnet Knud, vokser op og bliver og en rask ung mand, der bringer sine nye forældre glæde. Men Knuds tidligre søskende går det ikke så godt. Moderen er død, og den ældste søn, Karl, drikker. Skæbnen har dog villet, at Karl har fået arbejde på adoptivfaderens fabrik. Han møder dog ofte op på arbejde beruset og forsøger at komme op og slås med andre, så adoptivfaderen bortviser ham. Karl sværger, at han vil hævne sig og kredser rundt om adoptivfaderens hjem. Her møder han søsteren Marie, der har fået arbejde som stuepige for familien. Hun ved dog ikke, at familiens dreng Knud er hendes bror. Marie vil dog ikke have noget at gøre med Karl og viser ham bort. Om natten lister Karl ind i familiens hjem for at tage sin hævn. Tilfældigvis kommer Knud hjem i samme øjeblik, og det kommer til et sammenstød med de to, der ikke genkender hinanden. Hidkaldt af tumulten kommer Marie forbi. Hun ser Knuds modermærke, og det går op for alle tre, hvem de er. Det går op for Karl, hvilken forbrydelse alkoholen var ved at få ham til at begå. Han beder om at få mulighed for en ny start i et fremmed land. Marie bliver optaget i familien.

## Medvirkende
- Ella la Cour
- Aage Lorentzen
- Ingeborg Rasmussen
- Franz Skondrup
- Poul Skondrup
- Ellen Diedrich
- Ellen Rindom
- Holger Rasmussen